# Gandhidham

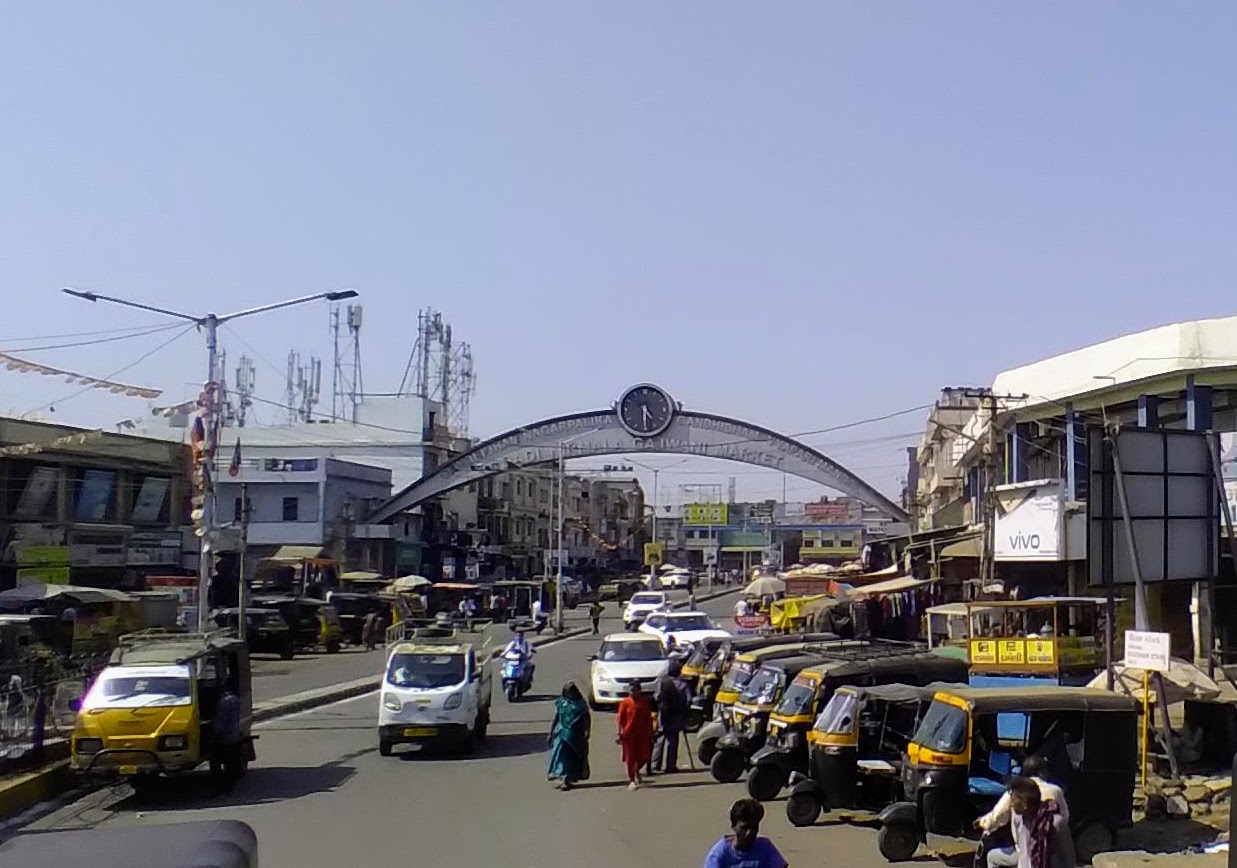
Gandhidham, Dadi Nirmala Gajwani Market Gate (2022)

Gandhidham (Gujarati: ગાંધીધામ) ist eine Stadt im indischen Bundesstaat Gujarat. Die Stadt liegt im Distrikt Kachchh am Nordufer des Golfs von Kachchh. Die Stadt besitzt den Status einer Municipality (Nagar Palika). Sie ist in 14 Wards gegliedert. Beim Zensus 2011 hatte Gandhidham knapp 250.000 Einwohner.
Gandhidham entstand in den frühen 1950er Jahren, als Flüchtlinge aus der Region Sindh (heute in Pakistan) angesiedelt wurden. Sie wurde von tausenden Flüchtlingen unter der Bauleitplanung des aus Deutschland emigrierten Architekten Otto Königsberger als Self-Help-City gebaut. Günstig und schnell konnten die neuen Bewohner sich selbst Wohnquartiere erstellen.
Neben Gandhidham wurde auch Faridabad südlich von Delhi von Königsberger als self-help & self-build City entwickelt.